# Акакпо, Стелла
Стелла Акакпо (фр. Stella Akakpo; род. 28 февраля 1994, Вильпент) — французская легкоатлетка, специалистка по бегу на короткие дистанции. Выступала на профессиональном уровне в 2009—2022 годах, обладательница серебряной медали чемпионата Европы, победительница и призёрка ряда крупных международных стартов, участница летних Олимпийских игр в Рио-де-Жанейро.

## Биография
Стелла Акакпо родилась 28 февраля 1994 года в коммуне Вильпент департамента Сен-Сен-Дени, Франция. Имеет тоголезские корни.
С 2009 года регулярно выступала в спринтерских дисциплинах на крупных стартах национального и международного уровня.
В 2011 году в составе французской сборной бежала 100 метров на юношеском мировом первенстве в Лилле.
В 2013 году на юниорском европейском первенстве в Риети дважды поднималась на пьедестал почёта: одержала победу в индивидуальном беге на 100 метров и вместе с соотечественницами стала серебряной призёркой в зачёте эстафеты 4×100 метров. В тех же дисциплинах участвовала в чемпионате мира в Москве, в эстафете француженки претендовали на медали, но были дисквалифицированы из-за технической ошибки во время передачи эстафетной палочки.
В 2014 году в эстафете 4×100 метров Акакпо заняла восьмое место на чемпионате мира по легкоатлетическим эстафетам в Нассау, была второй на командном чемпионате Европы в Брауншвейге, завоевала серебряную награду на чемпионате Европы в Цюрихе.
В 2015 году взяла бронзу в 100-метровой дисциплине на молодёжном европейском первенстве в Таллине, выступила на чемпионате мира в Пекине.
В 2016 году в беге на 100 метров выиграла чемпионат Франции в Анже, установив при этом свой личный рекорд — 11,17. На чемпионате Европы в Амстердаме дошла до полуфинала в дисциплине 100 метров и заняла шестое место в эстафете 4×100 метров. Благодаря череде успешных выступлений удостоилась права защищать честь страны на летних Олимпийских играх в Рио-де-Жанейро — на предварительном квалификационном этапе эстафеты 4×100 метров вместе с соотечественницами показала время 43,07, чего оказалось недостаточно для выхода в финал.
В 2017 году дошла до полуфинала в беге на 60 метров на чемпионате Европы в помещении в Белграде, была пятой на эстафетном чемпионате мира в Нассау.
В 2018 году показала пятый результат в беге на 100 метров на Средиземноморских играх в Таррагоне и в эстафете 4×100 метров на чемпионате Европы в Берлине.
Будучи студенткой, в 2019 году представляла Францию на Всемирной Универсиаде в Неаполе, стала пятой на Европейских играх в Минске.
Завершила спортивную карьеру по окончании сезона 2022 года.